# Zalatárnok
Zalatárnok község Zala vármegyében, a Zalaegerszegi járásban, a Zalai-dombság területén, a Göcsejben.

## Fekvése
A Zalai-dombságban fekszik, ezen belül a Göcsej tájegység déli részén.
Különálló településrészei Oroklán, Kisoroklán és Vakola, mindhárom a központtól keletre.
A közvetlenül határos települések: észak felől Iborfia és Lickóvadamos, északkelet felől Bak, kelet felől Baktüttös, délkelet felől Tófej, dél felől Szentkozmadombja, délnyugat felől Gutorfölde és Mikekarácsonyfa, nyugat felől Barlahida, északnyugat felől pedig Petrikeresztúr.

### Megközelítése
A településen áthalad a 75-ös főút, amely Lenti és a Balaton környékének összeköttetését biztosítja, valamint innen indul Zalaegerszeg irányába (Gellénházáig) a 7402-es út és itt ér véget a Gutorföldétől induló 7545-ös út.
Különálló településrészei közül Oroklán és Kisoroklán a 75-ös főút déli, Vakola az északi oldalán helyezkedik el, de közülük csak Oroklánra vezet országos közút – a 75 151es számú mellékút –, a másik kettő csak önkormányzati utakon érhető el.
A községbe Lenti és Zalaegerszeg felől sűrűn érkeznek autóbuszok, de Keszthely és Budapest is elérhető közvetlen járattal.
Vasútvonal nem érinti; a legközelebbi vasútállomás a Zalaegerszeg–Rédics-vasútvonal Gutorfölde vasútállomása, 6,5 kilométerre délre, de több szempontból kedvezőbb csatlakozási lehetőségeket kínál Bak vasútállomása, 9 kilométerre keletre.

## Története
Zalatárnok első említése 1408-ból való. Birtokosai ekkor a Bothkák voltak. A 16. században feltételezhetően egy komolyabb egyházi létesítmény, kolostor, is működött az 1572-ben mezővárosi jogokat szerzett településen, amely birtokosai közt ekkor már a Bánffy család is feltűnt.
1576-ban a törökök óriási pusztítást hajtottak végre Tárnokon, így szinte teljesen elnéptelenedett. A 17. század elején Bothka Ferenc török fogságba esett, és kiváltására a zalatárnoki birtokot Nádasdy Ferencnek adták el. A település lakosai a lenti várnak adóztak és annak szállítottak fát. 1690 után a helyzet lassan konszolidálódott, és lassú fejlődés jellemezte a települést. 1737-től birtokosok a Deákok is a településen, akik nagyban hozzájárultak Zalatárnok gazdasági gyarapodásához. 1754-ben új temploma épült, és önálló plébániát is kapott. A faluban sok nemesi család élt, de a jobbágyok mellett zsidó kereskedők is laktak. A 19. század során a Széchényi és a Patai család majorságot hozott létre a falu határában.
A településen nevelkedett maga Deák Ferenc is, akit, miután anyja, Sibrik Erzsébet belehalt az ő születésébe, a gyászoló apa rögvest átadott nevelésre az itt élő rokonához, Deák Józsefhez. A későbbi államférfi csak édesapja halálát követően, 1808-ban, őt és fél éves korában került vissza vér szerinti családjához, az árván maradt testvérekhez Kehidára.
A település mezőgazdasági jellege a 20. században is megmaradt, és mivel mind Zalaegerszegtől, mind Lentitől elég messze esik, az iparban dolgozók közül sokan az elköltözést választották az ingázás helyett. Így mára a lakosságszám lecsökkent, és a kedvezőtlen utcaszerkezet miatt az infrastrukturális fejlesztések is lassan mentek végbe.
A településen polgárőrség működik.

## Címere[4]
Zalatárnok címere: negyedelt nagypajzs, középen szívpajzzsal. A címer aranyalapú, zöld mezőkkel, Zala vármegye színeit követve. A nagypajzs felső szélén aranymezőben háromtollú aranykulcs, a tárnokmesteri jelkép, mely utal a község nevének eredetére. Történetileg nem bizonyítható, inkább legenda, miszerint tárnokmesteri birtok volt a középkorban.
A nagypajzs első negyedében a Deák család címeréből vett motívum, zöld alapon nyitott aranykönyvbe lúdtollal író arany jobb kar szerepel (a család engedélyével). Itt nem a családi címerben hordozott jelentéssel bír, hanem azt jelzi, hogy a Deák család a község nagybirtokosa és ura volt; Deák Ferencet is itt nevelték egy ideig.
A második negyedben zöld alapon egyes aranydombon álló ferences szerzetes látható, bal válla felé dőlő aranykönyvvel a karjaiban. Ez utalás arra, hogy 1501-ben ferencesek telepedtek le a kegyúr által építtetett templomban és kolostorban. Továbbá utalás arra is, hogy Takács J. Ince ferences szerzetes megírta az 1950-es években Zalatárnok történetét.
A harmadik negyedben zöld alapon arany kontúrvonallal jelzett zöld hármasdombon Zalatárnok katolikus templomának stilizált képe szerepel, aranyalapon arany templomhajóval, arany kontúrvonallal jelzett templomtoronnyal és arany toronysisakkal.
Negyedik negyedében zöld alapon három hullámos aranypólya szimbolizálja a falun átfolyó három patakot. Fölötte egy arany szőlőfürt és arany szőlőlevél, a falu szőlőhegyének jelképe.
A szívpajzson zöld mezőben három aranyhalom, felette három hatágú aranycsillag, a községhez tartozó kistelepülések szimbóluma (Oroklán, Vakola, Teréz major).
Pajzstartóként aranyszalagon zöld nyomtatott nagybetűkkel a felirat: „ZALATÁRNOK”.

## Közélete

### Polgármesterei
- 1990–1994: Ifj. Tóth Jenő (független)[5]
- 1994–1998: Ifj. Tóth Jenő (független)[6]
- 1998–2002: Ábrahám Aladár (független)[7]
- 2002–2006: Ábrahám Aladár (független)[8]
- 2006–2010: Ábrahám Aladár (független)[9]
- 2010–2014: Dr. Sipos Ottó (független)[10]
- 2014–2019: Gombos Antal Csaba (független)[11]
- 2019–2024: Soós Zsolt (független)[12]
- 2024– : Soós Zsolt (független)[1]

A 2019-es önkormányzati választáson szokatlanul sok, összesen nyolc jelölt indult el a polgármesteri posztért, ilyen nagy számú jelöltre az 1990 utáni választások során minden évben csak néhány településen szavazhattak az ott élők. A győztes egyébként, dacára az ellenfelei nagy számának, egyedül is megszerezte a szavazatok abszolút többségét. [A hivatalban lévő faluvezető nem indult.]

## Népesség
A település népességének változása:
| Lakosok száma | 1475 | 1474 | 1125 | 992  | 793  | 673  | 650  | 615  | 609  | 612  |
|               | 1941 | 1949 | 1970 | 1980 | 2001 | 2013 | 2015 | 2021 | 2023 | 2024 |

A 2011-es népszámlálás idején a nemzetiségi megoszlás a következő volt: magyar 91,9%, cigány 5,96%, német 1,3%%. A lakosok 79,3%-a római katolikusnak, 1% reformátusnak, 0,43% evangélikusnak, 4,6% felekezeten kívülinek vallotta magát (13,4% nem nyilatkozott).
2022-ben a lakosság 92,5%-a vallotta magát magyarnak, 4,2% cigánynak, 0,8% németnek, 0,2% lengyelnek, 0,8% egyéb, nem hazai nemzetiségűnek (7% nem nyilatkozott; a kettős identitások miatt a végösszeg nagyobb lehet 100%-nál). Vallásuk szerint 62,8% volt római katolikus, 1,7% református, 1,2% egyéb keresztény, 0,3% egyéb katolikus, 6,2% felekezeten kívüli (27,9% nem válaszolt).

## Nevezetességei
- Kelemen Imre jogtudós mellszobra

## Híres emberek
- Itt született 1744-ben Kelemen Imre jogtudós

## Külső hivatkozások
- Zalatárnok az utazom.com honlapján